# 호인수
호인수(扈寅秀. 세례명 베네딕토)는 대한민국 천주교 신부이다. 우리신학연구소 이사장을 지냈다. 현재 한겨레신문에 칼럼을 게재하고 있다.

## 경력
인천 부개동성당 주임신부이다.

## 활동
2000년 7월 1일부터 7월 8일까지 조선가톨릭교협회 초청으로 비료지원 모니터링을 위해 김진룡 신부, 조성제 신부, 박창일 신부, 김은선 수녀, 이진숙 수녀와 함께 방북해, 평양 장충성당에서 미사를 봉헌했다.

## 기타

### 국가보안법 반대
김수환 추기경은 2004년 9월 13일 한나라당 박근혜 대표를 면담한 자리에서 "북한을 아직 믿을 수 없다"며 "국가보안법을 폐기할 필요가 있다고 생각하지 않는다"고 밝혔다. 김수환이 국보법 문제에 대해 공식적으로 언급한 것은 그때가 처음인 것으로 알려졌다. 김수환은 "젊은 신부들이 국보법 폐지에 힘이 돼달라고 할 때 폐지는 시기상조라고 말했고, 명단에 고문으로 넣겠다고 했을 때 빼라고 했는데 의지와는 달리 그대로 뒀다"고 말했다는 게 한나라당 참석자들의 전언이다.
이에 호인수 신부는 다음과 같이 김수환 추기경을 비판했다.
"김 추기경이 바뀌었다고들 말하는데 저는 그렇게 생각하지 않아요. 사실 김 추기경은 옛날부터 매우 귀족적이었요. 정치적이기도 하고요. 독재정권과 싸울 때도 정의구현전국사제단 신부들과 이돈명, 유현석 변호사 등 원로 평신도들이 잘 이끌었기에 본래와 다른 모습을 보였던 게 아닌가 싶어요."

### 교황 명칭 문제
지금 한국 천주교에서는 교황 명칭 문제가 있다. 강우일 주교와 문규현 신부가 '교황'이라는 표현 대신에 '교종'이라고 부르고 있기 때문이다. '교황'이 임금, 황제를 연상시킨다는 이유에서다.
이에 호인수 신부도 "나도 교종이 좋다. 올여름에 오실 분이 교황이 아닌 교종이기를 바란다." 고 말했다.

## 같이 보기
- 천주교정의구현전국사제단
- 국가보안법
- 교황
- 강우일